# Disney Live
Disney Live est le nom de plusieurs spectacles donnés par la société Feld Entertainment aux États-Unis et diverses sociétés dans les autres pays sous licence de la Walt Disney Company. Les spectacles sont principalement destinés à un public jeune et comprennent des acteurs en costume de personnages Disney exécutant des figures sur une musique empruntée aux films Disney.
Les versions sur glace sont nommées Disney on Ice.
De nombreux spectacles sont présentés en même temps sur tous les continents.

## Les spectacles
- Disney Live! Winnie the Pooh
- Disney Live! Mickey's Magic Show
- Plauhouse Disney Live! on Tour
- Disney Live Three Classic Fairy Tales